# Эвертурнео (коммуна)
Эвертурнео, Эверторнео (швед. Övertorneå kommun, меянкиели Matarengi, фин. Ylitornion kunta) — коммуна на севере Швеции, в лене Норрботтен, с центром в одноименном городе. Большинство местных населённых пунктов имеют названия как на шведском так и на местном диалекте финского — меянкиели.

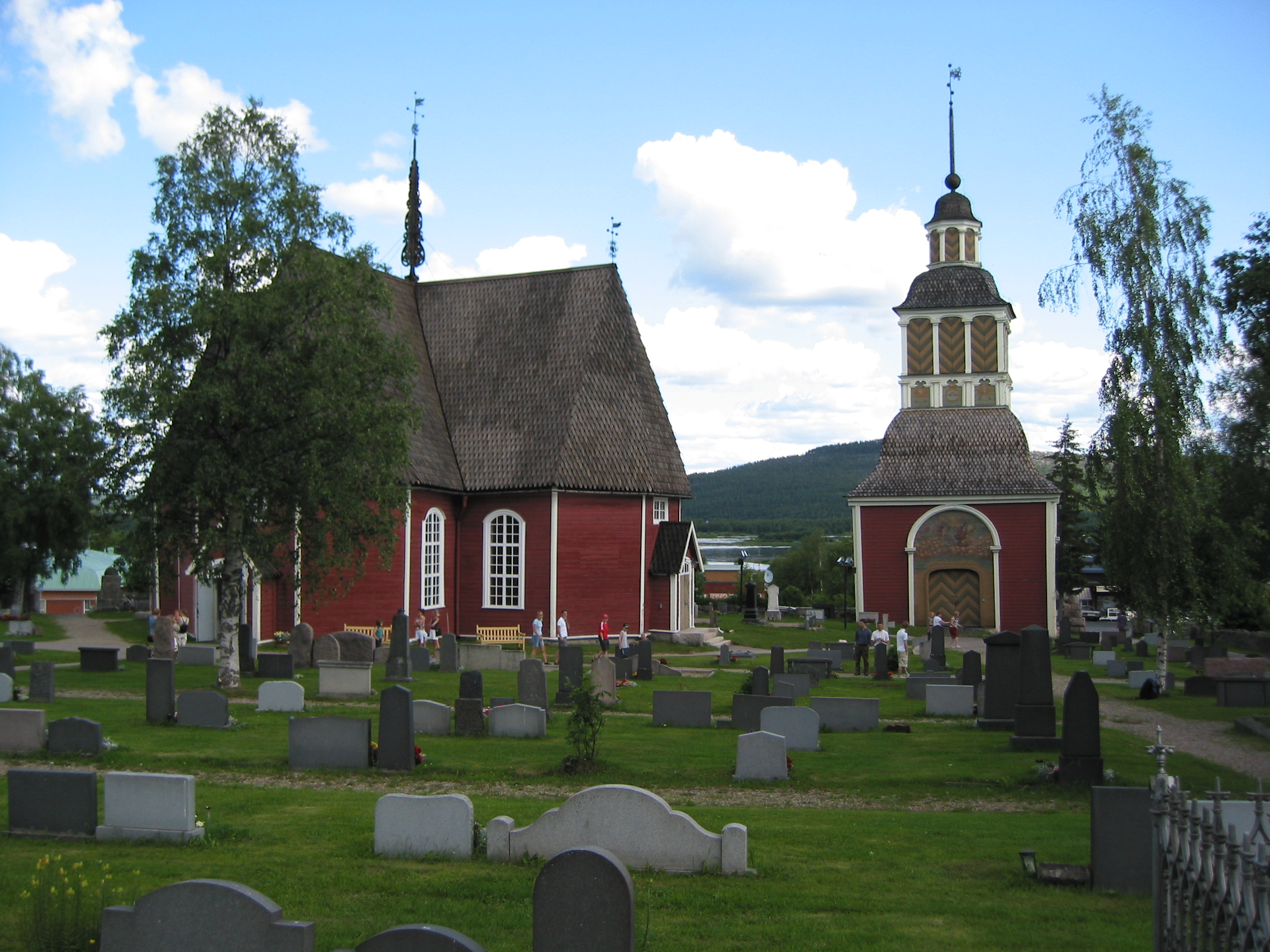
Церковь в Эвертурнео

## История
До русско-шведской войны (1808—1809) Эвертурнео и финская Юлиторнио были одной коммуной. Однако после войны восточная часть перешла к русской Финляндии, а в 1870 г. меньшая часть Эвертурнео сформировала сельскую коммуну Корпиломболо. В 1969 г. коммуны Эвертурнео и Хиетаниеми были объединены в современную коммуну.

## География
Граничит с Финляндией (на востоке), а также с коммунами Паяла (на севере), Эверкаликс (на западе), Каликс (на юго-западе) и Хапаранда (на юге). Граница с Финляндией проходит по реке Турнеэльвен.
На территории общины расположены следующие населённые пункты с населением более 200 человек:
| # | Населённый пункт | Население |
| - | ---------------- | --------- |
| 1 | Эвертурнео       | 1965      |
| 2 | Юоксенги         | 401       |
| 3 | Хеденэсет        | 285       |
| 4 | Сванстейн        | 207       |

## Население
| Год       | 1970 | 1975 | 1980 | 1985 | 1990 | 1995 | 2000 | 2005 | 2010 |
| Население | 7556 | 6526 | 6293 | 6181 | 6093 | 6063 | 5602 | 5229 | 4812 |